# Pietro Badoglio
Pietro Badoglio  hallgat (Grazzano Monferato, Piemont, 1871. szeptember 28. – Grazzano Badoglio, 1956. november 1.) olasz katona és politikus, a Fasiszta Államtanács tagja. Az abesszíniai háborúban ő volt az olasz hadsereg főparancsnoka, az itt aratott győzelme folytán Benito Mussolini Addisz-Abeba hercegévé nevezte ki. A második világháború idején, 1943. július 24-én részt vett Mussolini megbuktatásában, majd III. Viktor Emánuel király miniszterelnökké nevezte ki. Badoglio fegyverszünetet kötött a szövetségesekkel, ennek nyilvánosságra kerülte után azonban a németek kiszabadították Mussolinit, és megszállták az országot. Badoglio a királlyal és kormányával együtt a szövetséges megszállás alatt álló Brindisibe menekült, majd 1944. június 18-án lemondott tisztségéről.

## Élete a második világháborúig

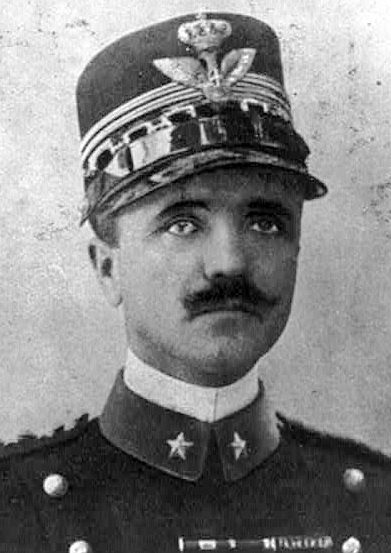
1921-ben

Az észak-olaszországi Grazzano Monferratóban (Piemont tartományban) született. Torinóban elvégezte a katonai akadémiát, majd 1892-től az olasz tüzérségnél szolgált hadnagyi rangban. 1896-ban részt vett az első olasz–etióp háborúban, majd 1912-ben a líbiai hadjáratban.
Az első világháború kezdetén már alezredesi rangban szolgált. A fronton részt vett az olasz hadsereg számára katasztrofálisan végződő caporettói csatában, az elszenvedett vereségért őt is súlyos felelősség terheli. 
A háború után szenátor lett, valamint katonai attasé Romániában és az Egyesült Államokban. Mivel 1922-ben ellenezte Mussolini hatalomra jutását, a fasiszta hatalomátvétel után Olaszország brazíliai nagykövetévé nevezték ki. Nemsokára azonban kibékült Mussolinivel, így visszatérhetett hazájába, majd 1924-ben az Olasz Királyi Hadsereg vezérkari főnökévé nevezték ki. 1926-ban marsalli rangot kapott. 1929–1933 között Líbia kormányzója volt, az ő nevéhez fűződik a líbiai ellenállási mozgalom leverése, amely még 1912-ben, Líbia olasz megszállásakor alakult meg. 
Az abesszíniai háború idején az olasz csapatokat eredetileg Emilio de Bono tábornok vezette, azonban Mussolini elégedetlen volt vele, így leváltotta és helyére Badoglio tábornokot állította. Badoglio 1936 májusára legyőzte az etióp hadsereget és megszállta az országot. Ezt követően Mussolini Etiópiát az Olasz Birodalom részévé nyilvánította, és Badogliót kinevezte Addisz-Abeba hercegévé.

## A II. világháborúban
Badoglio nem támogatta a német-olasz Acélpaktum megkötését, és ellenezte a háborúba való belépést is, de nem szállt szembe Mussolini akaratával. 1940-ben azonban a görög–olasz háború megindításának kudarca miatt a Duce azonnali hatállyal leváltotta tisztségéből, és nyugállományba helyezte. 
1943. július 25-én a szicíliai inváziót követően Mussolinit a király megfosztotta miniszterelnöki rangjától, majd pedig fogságba vetették. Az új miniszterelnök Badoglio lett, aki kinyilvánította feltétlen hűségét Németország irányában, de elkezdte a háborúból való kiugrás előkészületeit. Szeptember 3-án az olasz megbízott, Giuseppe Castellano titokban aláírta a fegyverszüneti egyezményt a szövetségesekkel, akik azonban öt nappal később ezt nyilvánosságra hozták, még mielőtt Badoglio ezt tudatta volna az olasz hadsereg parancsnokaival. A király és a Badoglio-kormány tagjai már másnap a szövetséges fennhatóság alatt levő Brindisibe menekültek, míg a németek megszállták Olaszországot. Otto Skorzeny kommandós egysége kiszabadította Mussolinit, aki kikiáltotta a Salói Köztársaság nevű német bábállamot.
Badoglio október 13-án kormánya nevében hadat üzent Németországnak, majd Róma felszabadítása után nemsokára, 1944. június 18-án lemondott tisztségéről. A háború után visszavonult a politikai élettől, 1956-ban halt meg szülőfalujában, amely ma tiszteletére az ő nevét viseli.

## Magyarul
- Az etiópiai háború. Az abesszin háború; előszó a Duce [Benito Mussolini]; Gergely, Bp., 1937

## Fordítás
- Ez a szócikk részben vagy egészben  a   Pietro Badoglio című angol Wikipédia-szócikk fordításán alapul.  Az eredeti cikk szerkesztőit annak laptörténete sorolja fel. Ez a jelzés csupán a megfogalmazás eredetét és a szerzői jogokat jelzi, nem szolgál a cikkben szereplő információk forrásmegjelöléseként.